# Batteria di Punta Chiappa
La Batteria di Punta Chiappa è il complesso difensivo della 202ª Batteria costiera del Regio Esercito, costruito verso la fine degli anni trenta del Novecento sul versante occidentale della penisola di Portofino concepita come sistema antinave a protezione del levante del golfo di Genova.
Il sito è inserito nel territorio comunale di Camogli, nella città metropolitana di Genova.
Insieme alle batterie di Arenzano, Monte Moro e Pegli faceva parte del sistema costiero a difesa di Genova durante la seconda guerra mondiale.

## Storia

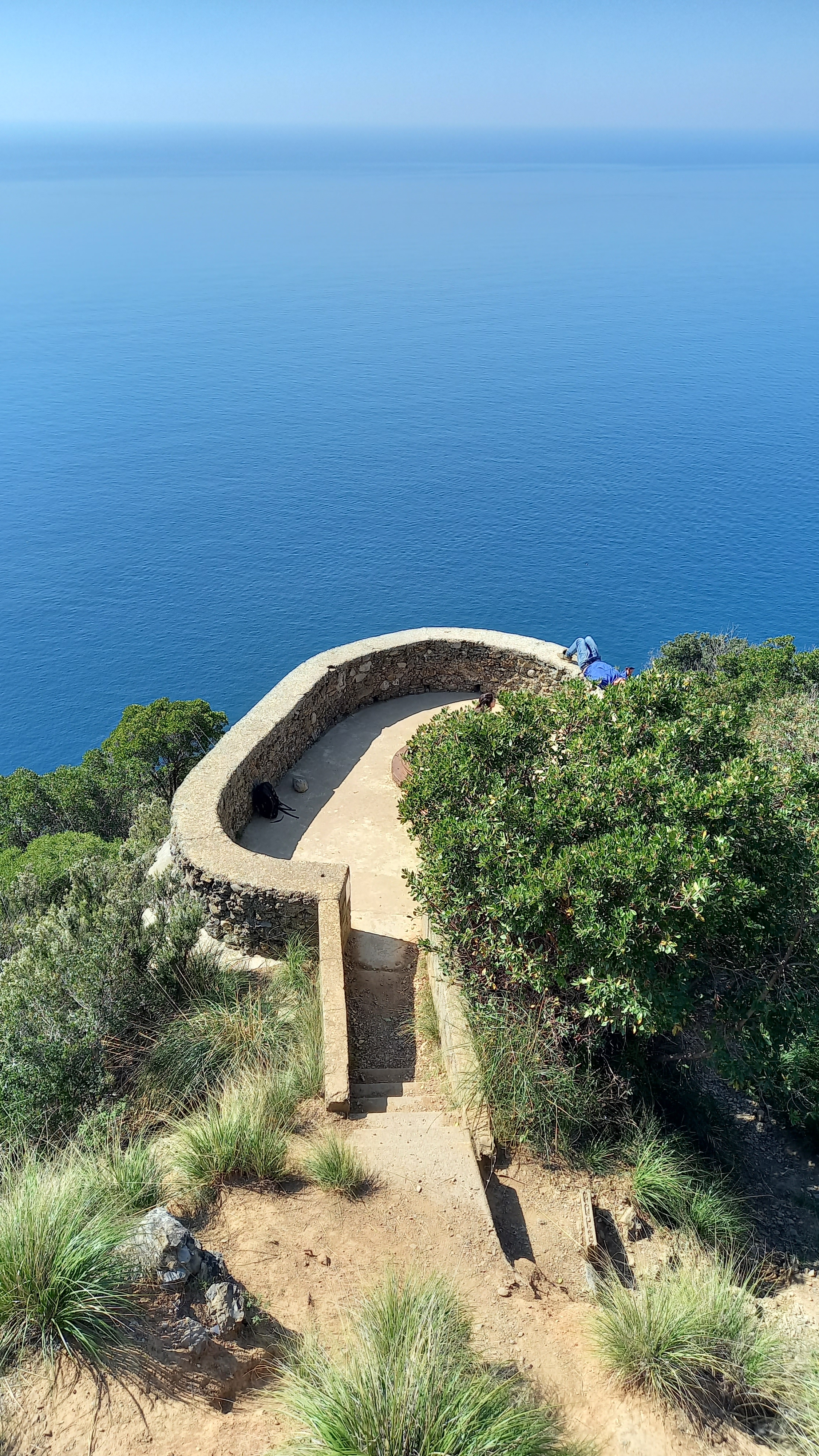
Postazione per la difesa contraerea.

In seguito alla politica aggressiva dell'Italia durante la fine degli anni trenta, e all'inasprimento dei rapporti diplomatici con le potenze europee, Francia in primis, gli alti comandi del Regio Esercito sviluppano un piano di rafforzamento nella difesa delle coste italiane, soprattutto in corrispondenza delle principali basi navali, come La Spezia, Augusta, Napoli e Messina e dei principali centri industriali come Genova, Cagliari, Livorno e Palermo. Per la piazza di Genova fu decisa la costruzione di due batterie da 152/45, batteria Mameli e batteria Punta Chiappa, supportate da due pontoni armati dislocati nel porto di Genova, e dal "primo gruppo di batterie mobili ferroviarie", con comando a Genova, formato da quattro treni armati della Regia Marina (T.A.) ciascuno con quattro pezzi da 120/45, e un treno armato con quattro cannoni da 152/45 S. Mod. 1911.
Ma le incursioni navali alleate del 14 giugno 1940, e 9 febbraio 1941, evidenziarono le carenze delle difese costiere genovesi, Punta Chiappa e Mameli con i loro pezzi da 152 non erano in grado di affrontare le navi avversarie. Fu così fu decisa la costruzione di due nuove e moderne batterie costiere, armate con pezzi da 152, ma soprattutto dotate di affusti per pezzi da 381/40, la batteria Monte Moro e la batteria di Arenzano. Molte delle batterie costiere dopo le due incursioni non ebbero modo di avere un "battesimo del fuoco", e tra queste la batteria di Punta Chiappa non entrò mai in azione, in quanto durante le incursioni di giugno e febbraio, erano totalmente fuori dalla portata dei suoi cannoni da 152/45.
Questa batteria come le altre infine, fu occupata da reparti della Wehrmacht e della RSI dopo l'8 settembre 1943, e rinforzata e adattata strutturalmente dall'Organizzazione Todt ai criteri costruttivi dei bunker tedeschi, in prospettiva di eventuali sbarchi alleati nelle coste del nord Italia.

## Struttura

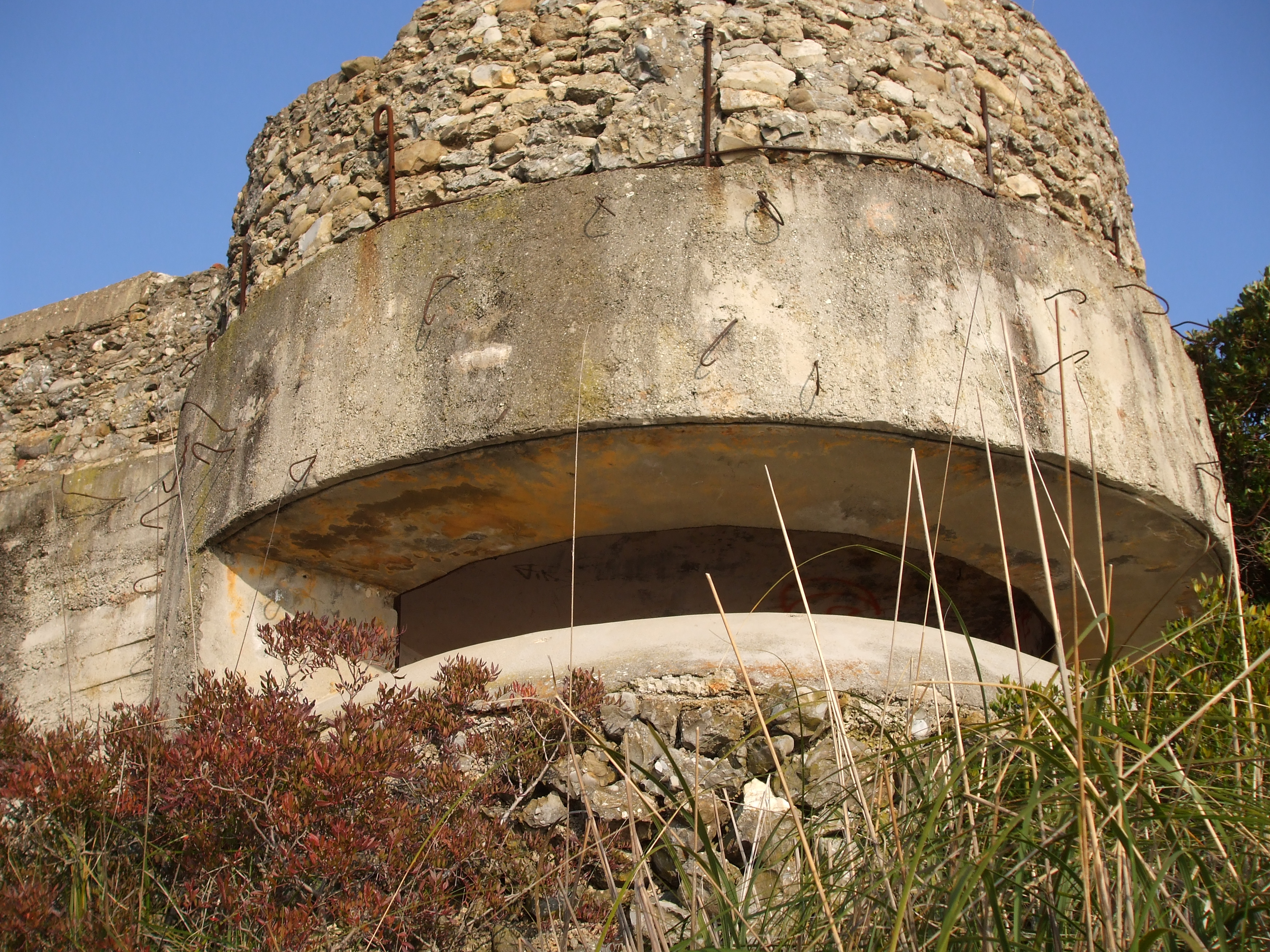
Bunker telemetrico della Batteria di Punta Chiappa

Questa batteria era armata con tre pezzi da 152/45 posizionati in "barbetta" su altrettante piattaforme di calcestruzzo; i servizi logistici erano ubicati in alcuni fabbricati nei pressi delle piattaforme stesse. Per la direzione del tiro e dell'osservazione i serventi della batteria utilizzavano due bunker in calcestruzzo armato, comunicanti fra loro attraverso un tunnel in caverna. Altri due tunnel in caverna collegano i locali dei servizi logistici ai locali destinati probabilmente a deposito munizioni e ricovero per il personale. Un ulteriore bunker telemetrico fu edificato sul versante sud del monte di Portofino in località il Bricco. Il campo visuale di quest'ultimo è ottimo, il campo visuale spaziava praticamente da Capo Mele al golfo della Spezia. Il presidio di questo bunker alloggiava in un fabbricato in cemento posizionato subito nel retro del medesimo, fabbricato che precedentemente ospitava il personale della Guardia di Finanza. A completamento della batteria, furono costruite alcune garitte e postazioni allo scoperto per armi leggere, a difesa del caposaldo.
Dopo l'8 settembre, l'Organizzazione Todt eseguì alcuni lavori di rinforzo alla batteria, al posto di due delle piazzole, furono costruite due casematte a "guscio di tartaruga" che furono armati da due pezzi da FlaK da 88mm, installando il loro comando a San Rocco di Camogli all'interno di villa Giulia, villa tuttora ben conservata.

### La 202ª batteria costiera

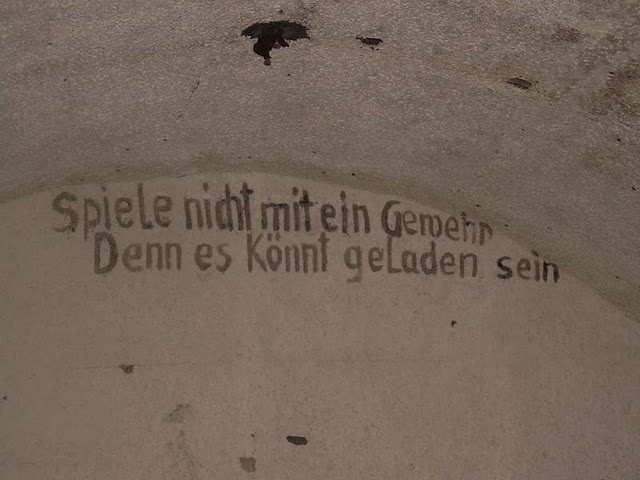
Epigrafe originale

Tutta la batteria è organizzata a caposaldo, e difesa da un sistema di reticolati e campi minati, le caserme sono dotate di ripari antiaerei, facendo attenzione, in uno di questi si può ancora leggere una scritta in tedesco:

"Spiele nicht mit ein Gewehr, denn es könnt geladen sein", che tradotto dovrebbe significare "Non giocare con un fucile, perché potrebbe essere carico".

#### Le installazioni
Questa è la descrizione delle installazioni presenti nella batteria, fino all'8 settembre 1943.
- Bunker Telemetrico in loc. Bricco

Posizionato in una posizione dominante, in questo bunker protetto da un costone roccioso è ubicata la costruzione che ospitava il presidio del bunker.
- Bunker Telemetrico in loc. Erbaio

Sulla parte superiore di questo bunker probabilmente si trovava il posto di una postazione per cannone antiaereo da 20 mm, e nella parte posteriore della postazione è ricavata una nicchia che potrebbe avere la funzione di portamunizioni. Una botola con coperchio metallico, attualmente chiusa permetteva di accedere tramite una scala a pioli metallica al tunnel di collegamento con il bunker radio sottostante.
- Bunker Radio

Anch'esso ubicato in località Erbaio, probabilmente destinato ad un radar di costruzione tedesca.
- Postazione scoperta

L'unica piazzola lasciata scoperta dagli interventi dell'O.T. destinata ad ospitare un pezzo da 152/45, con un ingresso laterale che conduce alla riservetta ubicata in caverna.
- Bunker nº1

Casamatta in cemento armato realizzata sul sito in cui era ubicata una postazione scoperta, armata probabilmente con i medesimi pezzi da 152/45, con un deposito in caverna rivestito in cemento, situato posteriormente. La postazione era dotata di un ingresso principale e uno secondario.
- Bunker nº2

Gemello del nº1.
- Servizi logistici

Raggiungibili in pochi minuti con un sentiero, le caserme dei servizi logistici comprendevano un'infermeria, un locale comando, un dormitorio, un magazzino, cucine e latrine.

Tutti i locali erano attaccati a pareti rocciose, dove erano ubicati gli ingressi dei tunnel (lunghi anche 25m) che portavano ai depositi e ai ricoveri per il personale.
Di fronte all'ingresso del locale comando è ancora visibile, nella sua posizione originale una lama metallica con funzione di pulisciscarpe, necessaria a togliere il fango dalle suole. Un'insegna con la scritta "Chiappa" e a fianco uno scudetto che assomiglia ad uno stemma araldico è presente sopra lo stipite di una porta.

## Come arrivare
Lungo la strada statale 1 Via Aurelia, si svolta a destra in direzione Passo della Ruta, e arrivati in cima, una svolta a destra conduce verso il paesino di San Rocco, da qui si procede a piedi lungo un breve e panoramico sentiero che conduce in località Fornelli, e quindi alle batterie.